# Малые Пурневичи
Ма́лые Пурне́вичи (бел. Малыя Пурневічы) — деревня в Барановичском районе Брестской области Белоруссии. Входит в состав Почаповского сельсовета. Расположена в 39 км по автодорогам к северу от центра Барановичей, на расстоянии 9 км по автодорогам к северо-востоку от центра сельсовета, агрогородка Почапово, неподалёку от границы с Новогрудским районом Гродненской области, по обеим берегам речки Своротва.

## История
До революции была частью деревни Пурневичи Почаповской волости Новогрудского уезда Минской губернии.
После Рижского мирного договора 1921 года — в составе гмины Почапово Новогрудского повета Новогрудского воеводства Польши.
С 1939 года — в составе БССР, в 1940–62 годах — в Городищенском районе Барановичской, с 1954 года Брестской области. Затем передана в состав Барановичского района. С конца июня 1941 года до июля 1944 года оккупирована немецко-фашистскими войсками.
Предположительно после войны деревня Пурневичи разделилась на Большие и Малые Пурневичи.

## Население
| Численность населения (по переписи) | Численность населения (по переписи) | Численность населения (по переписи) | Численность населения (по переписи) | Численность населения (по переписи) | Численность населения (по переписи) | Численность населения (по переписи) |
| 1909                                | 1921                                | 1959                                | 1970                                | 1999                                | 2009                                | 2019                                |
| ----------------------------------- | ----------------------------------- | ----------------------------------- | ----------------------------------- | ----------------------------------- | ----------------------------------- | ----------------------------------- |
| 5                                   | ↗41                                 | ↗146                                | ↘115                                | ↘37                                 | ↘17                                 | ↘11                                 |